# Vory v zakone
Vory v zakone (russisk: Воры в законе) er en sovjetisk spillefilm fra 1988 af Jurij Kara.

## Medvirkende
- Anna Samokhina som Rita
- Valentin Gaft som Artur
- Vladimir Steklov som Volodja
- Boris Sjjerbakov som Andrej
- Arnis Licitis